# Jérémy Berthod
Jérémy Berthod (Tassin-la-Demi-Lune, 24 aprile 1984) è un ex calciatore francese, di ruolo difensore, tecnico dell'Hauts Lyonnais.

## Carriera

### Club

#### Sarpsborg 08
Il 4 febbraio 2013, ha firmato un contratto biennale con i norvegesi del Sarpsborg 08. Ha scelto la maglia numero 69. Il 19 marzo 2015 ha annunciato il suo ritiro dall'attività agonistica.

## Statistiche

### Presenze e reti nei club
| Stagione            | Club                | Campionato          | Campionato | Campionato | Coppe nazionali | Coppe nazionali | Coppe nazionali | Coppe continentali | Coppe continentali | Coppe continentali | Supercoppe | Supercoppe | Supercoppe | Totale | Totale |
| Stagione            | Club                | Comp                | Pres       | Reti       | Comp            | Pres            | Reti            | Comp               | Pres               | Reti               | Comp       | Pres       | Reti       | Pres   | Reti   |
| ------------------- | ------------------- | ------------------- | ---------- | ---------- | --------------- | --------------- | --------------- | ------------------ | ------------------ | ------------------ | ---------- | ---------- | ---------- | ------ | ------ |
| 2000-2001           | O. Lione            | D1                  | 0          | 0          | CF+CdL          | 0               | 0               | UCL                | 0                  | 0                  | -          | -          | -          | 0      | 0      |
| 2001-2002           | O. Lione            | D1                  | 0          | 0          | CF+CdL          | 0               | 0               | UCL+CU             | 0                  | 0                  | -          | -          | -          | 0      | 0      |
| 2002-2003           | O. Lione            | L1                  | 0          | 0          | CF+CdL          | 0               | 0               | UCL+CU             | 0                  | 0                  | SF         | -          | -          | 0      | 0      |
| 2003-2004           | O. Lione            | L1                  | 26         | 0          | CF+CdL          | 0+1             | 0               | UCL                | 10                 | 0                  | SF         | -          | -          | 37     | 0      |
| 2004-2005           | O. Lione            | L1                  | 22         | 0          | CF+CdL          | 0+1             | 0               | UCL                | 9                  | 0                  | SF         | 1          | 0          | 33     | 0      |
| 2005-2006           | O. Lione            | L1                  | 16         | 1          | CF+CdL          | 0+1             | 0               | UCL                | 2                  | 0                  | SF         | 1          | 0          | 20     | 1      |
| 2006-2007           | O. Lione            | L1                  | 10         | 0          | CF+CdL          | 0               | 0               | UCL                | 1                  | 0                  | SF         | 1          | 0          | 12     | 0      |
| Totale O. Lione     | Totale O. Lione     | Totale O. Lione     | 74         | 1          |                 | 3               | 0               |                    | 22                 | 0                  |            | 3          | 0          | 102    | 1      |
| 2007-2008           | Monaco              | L1                  | 2          | 0          | CF+CdL          | 1+0             | 0               | -                  | -                  | -                  | -          | -          | -          | 13     | 0      |
| 2008-2009           | Auxerre             | L1                  | 8          | 1          | CF+CdL          | 0               | 0               | -                  | -                  | -                  | -          | -          | -          | 8      | 1      |
| 2009-2010           | Auxerre             | L1                  | 19         | 0          | CF+CdL          | 2+0             | 0               | -                  | -                  | -                  | -          | -          | -          | 21     | 0      |
| 2010-2011           | Auxerre             | L1                  | 17         | 0          | CF+CdL          | 1+3             | 0               | UCL                | 1                  | 0                  | -          | -          | -          | 22     | 0      |
| 2011-2012           | Auxerre             | L1                  | 15         | 0          | CF+CdL          | 2+1             | 0               | -                  | -                  | -                  | -          | -          | -          | 18     | 0      |
| Totale Auxerre      | Totale Auxerre      | Totale Auxerre      | 59         | 1          |                 | 9               | 0               |                    | 1                  | 0                  |            | -          | -          | 69     | 1      |
| 2013                | Sarpsborg 08        | ES                  | 22         | 3          | CN              | 0               | 0               | -                  | -                  | -                  | -          | -          | -          | 22     | 3      |
| 2014                | Sarpsborg 08        | ES                  | 16         | 1          | CN              | 3               | 0               | -                  | -                  | -                  | -          | -          | -          | 19     | 1      |
| Totale Sarpsborg 08 | Totale Sarpsborg 08 | Totale Sarpsborg 08 | 38         | 4          |                 | 3               | 0               |                    | -                  | -                  |            | -          | -          | 41     | 4      |
| Totale              | Totale              | Totale              | 183        | 6          |                 | 16              | 0               |                    | 23                 | 0                  |            | 3          | 0          | 225    | 6      |

## Palmarès

### Club

#### Competizioni nazionali
- Campionato francese: 4

Olympique Lione: 2003-2004, 2004-2005, 2005-2006, 2006-2007
- Supercoppa francese: 3

Olympique Lione: 2004, 2005, 2006

### Nazionale
- Campionato mondiale Under-17: 1

2001